# Ligat ha’Al 2017/18
Die Ligat ha’Al 2017/18 war die 19. Saison seit ihrer Einführung unter diesem Namen im Jahre 1999 und die 76. Spielzeit der höchsten israelischen Spielklasse im Männerfußball. Sie begann am 19. August 2017 und endete am 21. Mai 2018.
Titelverteidiger war Hapoel Be’er Scheva.

## Mannschaften
Aufgestiegen waren die Mannschaften Maccabi Netanja und Hapoel Akko; nicht mehr dabei waren die Absteiger der letzten Saison Hapoel Kfar Saba und Hapoel Tel Aviv.
| Verein                      | Stadt          | Stadion                            | Kapazität |
| --------------------------- | -------------- | ---------------------------------- | --------- |
| Bne Jehuda Tel Aviv         | Tel Aviv-Jaffa | HaMoshava-Stadion                  | 11.500    |
| Maccabi Tel Aviv            | Tel Aviv-Jaffa | Netanja-Stadion                    | 13.610    |
| Maccabi Netanja             | Netanja        | Netanja-Stadion                    | 13.610    |
| Hapoel Ra’anana             | Ra’anana       | Netanja-Stadion                    | 13.610    |
| Hapoel Haifa                | Haifa          | Sammy-Ofer-Stadion                 | 0030.942  |
| Maccabi Haifa               | Haifa          | Sammy-Ofer-Stadion                 | 30.942    |
| MS Aschdod                  | Aschdod        | HaYud-Alef-Stadion                 | 7.800     |
| Hapoel Aschkelon            | Aschkelon      | Sala-Stadion                       | 5.250     |
| Hapoel Be’er Scheva         | Be’er Scheva   | Turner-Stadion                     | 16.126    |
| Beitar Jerusalem            | Jerusalem      | Teddy-Stadion                      | 0031.733  |
| Hapoel Ironi Kirjat Schmona | Kirjat Schmona | Städtisches Stadion Kirjat Schmona | 05.300    |
| Maccabi Petach Tikwa        | Petach Tikwa   | HaMoshava-Stadion                  | 11.500    |
| FC Bnei Sachnin             | Sachnin        | Doha-Stadion                       | 08.500    |
| Hapoel Akko                 | Akkon          | Städtisches Stadion Akko           | 05.000    |

## Vorrunde
In der Vorrunde wurde eine Doppelrunde zwischen allen 14 Mannschaften ausgespielt. Anschließend qualifizierten sich die sechs bestplatzierten Vereine für die Meisterrunde, in der neben der israelischen Meisterschaft auch die internationalen Startplätze ausgespielt wurden. Die weiteren acht Vereine spielten in der Abstiegsrunde gegen den Abstieg in die zweitklassige Liga Leumit.

### Tabelle
| Pl. | Verein                      | Sp. | S  | U | N  | Tore    | Diff. | Punkte |
| --- | --------------------------- | --- | -- | - | -- | ------- | ----- | ------ |
| 1.  | Hapoel Be’er Scheva (M)     | 26  | 17 | 6 | 3  | 043:180 | +25   | 57     |
| 2.  | Beitar Jerusalem            | 26  | 17 | 5 | 4  | 060:300 | +30   | 56     |
| 3.  | Maccabi Tel Aviv            | 26  | 16 | 7 | 3  | 044:200 | +24   | 55     |
| 4.  | Hapoel Haifa                | 26  | 15 | 7 | 4  | 036:210 | +15   | 52     |
| 5.  | Maccabi Netanja (N)         | 26  | 12 | 9 | 5  | 043:290 | +14   | 45     |
| 6.  | Bne Jehuda Tel Aviv (P)     | 26  | 11 | 7 | 8  | 032:260 | +6    | 40     |
| 7.  | Maccabi Petach Tikwa        | 26  | 9  | 6 | 11 | 030:350 | −5    | 33     |
| 8.  | Hapoel Ironi Kirjat Schmona | 26  | 9  | 5 | 12 | 028:300 | −2    | 32     |
| 9.  | FC Bnei Sachnin             | 26  | 8  | 6 | 12 | 024:350 | −11   | 30     |
| 10. | Maccabi Haifa               | 26  | 6  | 7 | 13 | 026:330 | −7    | 25     |
| 11. | Hapoel Ra’anana             | 26  | 6  | 6 | 14 | 023:400 | −17   | 24     |
| 12. | MS Aschdod                  | 26  | 4  | 9 | 13 | 022:390 | −17   | 21     |
| 13. | Hapoel Aschkelon            | 26  | 3  | 8 | 15 | 019:390 | −20   | 17     |
| 14. | Hapoel Akko (N) 1           | 26  | 4  | 2 | 20 | 019:540 | −35   | 12     |

Platzierungskriterien: 1. Punkte – 2. Tordifferenz – 3. Siege – 4. geschossene Tore – 5. Direkter Vergleich (Punkte, Tordifferenz, geschossene Tore) – 6. Play-off-Spiel
| (M) | amtierender israelischer Meister     |
| (P) | amtierender israelischer Pokalsieger |
| (N) | Neuaufsteiger der letzten Saison     |

### Kreuztabelle
| 2017/18                     | Hapoel Be’er Scheva | Beitar Jerusalem | Maccabi Tel Aviv | Hapoel Haifa | Maccabi Netanja | Bne Jehuda Tel Aviv | Maccabi Petach Tikwa | Hapoel Ironi Kirjat Schmona | FC Bnei Sachnin | Maccabi Haifa | Hapoel Ra’anana | MS Aschdod | Hapoel Aschkelon | Hapoel Akko |
| --------------------------- | ------------------- | ---------------- | ---------------- | ------------ | --------------- | ------------------- | -------------------- | --------------------------- | --------------- | ------------- | --------------- | ---------- | ---------------- | ----------- |
| Hapoel Be’er Scheva         |                     | 1:1              | 2:1              | 1:1          | 1:1             | 0:0                 | 3:0                  | 3:1                         | 2:0             | 2:0           | 3:1             | 2:0        | 1:0              | 3:1         |
| Beitar Jerusalem            | 2:2                 |                  | 1:2              | 3:3          | 4:1             | 2:0                 | 1:0                  | 1:1                         | 4:2             | 3:1           | 3:2             | 4:1        | 2:0              | 3:0         |
| Maccabi Tel Aviv            | 1:0                 | 0:3              |                  | 4:0          | 3:0             | 2:0                 | 2:0                  | 2:1                         | 2:0             | 0:0           | 0:1             | 1:1        | 3:1              | 5:2         |
| Hapoel Haifa                | 1:1                 | 0:2              | 2:2              |              | 2:0             | 2:1                 | 2:0                  | 0:2                         | 1:0             | 1:0           | 2:0             | 1:0        | 3:1              | 4:0         |
| Maccabi Netanja             | 1:0                 | 2:1              | 2:3              | 2:0          |                 | 1:2                 | 4:0                  | 3:1                         | 1:1             | 1:1           | 2:2             | 2:2        | 2:0              | 2:2         |
| Bne Jehuda Tel Aviv         | 0:1                 | 3:2              | 0:0              | 0:1          | 0:1             |                     | 2:1                  | 1:0                         | 3:0             | 2:0           | 1:0             | 1:2        | 3:1              | 2:1         |
| Maccabi Petach Tikwa        | 0:2                 | 1:2              | 0:0              | 0:2          | 1:1             | 1:2                 |                      | 2:0                         | 1:0             | 2:2           | 3:2             | 1:1        | 3:0              | 2:1         |
| Hapoel Ironi Kirjat Schmona | 0:1                 | 1:1              | 1:2              | 0:1          | 1:2             | 2:1                 | 3:1                  |                             | 0:0             | 1:0           | 0:2             | 1:2        | 1:0              | 4:0         |
| FC Bnei Sachnin             | 1:3                 | 3:2              | 0:1              | 0:1          | 0:0             | 2:2                 | 0:2                  | 1:2                         |                 | 1:0           | 2:1             | 0:0        | 2:1              | 2:1         |
| Maccabi Haifa               | 3:1                 | 1:2              | 1:3              | 0:3          | 1:2             | 0:2                 | 1:1                  | 4:0                         | 2:0             |               | 4:2             | 1:0        | 1:1              | 0:1         |
| Hapoel Ra’anana             | 1:3                 | 0:2              | 0:1              | 1:1          | 0:3             | 1:1                 | 0:0                  | 0:0                         | 1:1             | 0:3           |                 | 2:1        | 0:3              | 0:1         |
| MS Aschdod                  | 1:3                 | 1:3              | 0:0              | 1:1          | 0:3             | 1:1                 | 1:2                  | 0:2                         | 1:2             | 0:0           | 0:1             |            | 1:1              | 3:2         |
| Hapoel Aschkelon            | 0:1                 | 1:3              | 2:2              | 0:0          | 1:1             | 1:1                 | 1:3                  | 0:0                         | 0:2             | 0:0           | 0:1             | 1:2        |                  | 2:1         |
| Hapoel Akko                 | 0:1                 | 1:3              | 0:2              | 0:1          | 0:3             | 1:1                 | 0:3 2                | 0:3                         | 1:2             | 2:0           | 0:2             | 1:0        | 0:1              |             |

## Meisterrunde
Die Vereine auf den Plätzen 1–6 nach der Vorrunde spielen im Anschluss um die Meisterschaft. Dabei werden die Ergebnisse aller 26 Vorrundenspiele übertragen und zwischen den sechs Teams eine weitere Doppelrunde ausgetragen.

### Abschlusstabelle
| Pl. | Verein                  | Sp. | S  | U  | N  | Tore    | Diff. | Punkte |
| --- | ----------------------- | --- | -- | -- | -- | ------- | ----- | ------ |
| 1.  | Hapoel Be’er Scheva     | 36  | 24 | 8  | 4  | 070:270 | +43   | 80     |
| 2.  | Maccabi Tel Aviv (M)    | 36  | 21 | 8  | 7  | 060:330 | +27   | 71     |
| 3.  | Beitar Jerusalem        | 36  | 20 | 8  | 8  | 075:510 | +24   | 68     |
| 4.  | Hapoel Haifa            | 36  | 17 | 11 | 8  | 048:390 | +9    | 62     |
| 5.  | Maccabi Netanja (N)     | 36  | 16 | 10 | 10 | 059:540 | +5    | 58     |
| 6.  | Bne Jehuda Tel Aviv (P) | 36  | 13 | 10 | 13 | 047:410 | +6    | 49     |

Platzierungskriterien: 1. Punkte – 2. Tordifferenz – 3. Siege – 4. geschossene Tore – 5. Direkter Vergleich (Punkte, Tordifferenz, geschossene Tore) – 6. Play-off-Spiel
| (M) | amtierender israelischer Meister     |
| (P) | amtierender israelischer Pokalsieger |

### Kreuztabelle
| 2017/18             | Hapoel Be’er Scheva | Maccabi Tel Aviv | Beitar Jerusalem | Hapoel Haifa | Maccabi Netanja | Bne Jehuda Tel Aviv |
| ------------------- | ------------------- | ---------------- | ---------------- | ------------ | --------------- | ------------------- |
| Hapoel Be’er Scheva |                     | 0:1              | 3:1              | 2:2          | 6:1             | 1:0                 |
| Maccabi Tel Aviv    | 0:1                 |                  | 3:1              | 1:2          | 2:0             | 2:0                 |
| Beitar Jerusalem    | 1:4                 | 3:2              |                  | 1:1          | 2:0             | 1:1                 |
| Hapoel Haifa        | 1:4                 | 2:2              | 0:1              |              | 1:1             | 2:1                 |
| Maccabi Netanja     | 1:5                 | 4:1              | 4:1              | 2:1          |                 | 0:5                 |
| Bne Jehuda Tel Aviv | 1:1                 | 0:2              | 3:3              | 3:0          | 1:3             |                     |

## Abstiegsrunde
Die Vereine auf den Plätzen 7–14 nach der Vorrunde spielen im Anschluss gegen den Abstieg. Dabei wurden die Ergebnisse aller 26 Vorrundenspiele übertragen und zwischen den acht Teams nur eine Einfachrunde ausgetragen. Die vier bestplatzierten Vereine der Vorrunde erhalten dabei ein Heimspiel mehr als die anderen Vier. Nach Abschluss der Runde stiegen die Mannschaften auf den Rängen 13 und 14 in die zweitklassige Liga Leumit ab.

### Abschlusstabelle
| Pl. | Verein                      | Sp. | S  | U  | N  | Tore    | Diff. | Punkte |
| --- | --------------------------- | --- | -- | -- | -- | ------- | ----- | ------ |
| 7.  | Hapoel Ironi Kirjat Schmona | 33  | 13 | 6  | 14 | 039:360 | +3    | 45     |
| 8.  | Maccabi Petach Tikwa        | 33  | 12 | 7  | 14 | 040:440 | −4    | 43     |
| 9.  | Hapoel Ra’anana             | 33  | 11 | 7  | 15 | 036:450 | −9    | 40     |
| 10. | Maccabi Haifa               | 33  | 10 | 8  | 15 | 038:390 | −1    | 38     |
| 11. | FC Bnei Sachnin             | 33  | 10 | 8  | 15 | 032:470 | −15   | 38     |
| 12. | MS Aschdod                  | 33  | 6  | 10 | 17 | 029:480 | −19   | 28     |
| 13. | Hapoel Aschkelon            | 33  | 4  | 9  | 20 | 023:510 | −28   | 21     |
| 14. | Hapoel Akko (N) 1           | 33  | 6  | 4  | 23 | 026:670 | −41   | 20     |

Platzierungskriterien: 1. Punkte – 2. Tordifferenz – 3. Siege – 4. geschossene Tore – 5. Direkter Vergleich (Punkte, Tordifferenz, geschossene Tore) – 6. Play-off-Spiel
| (N) | Neuaufsteiger der letzten Saison |

### Kreuztabelle
| 2017/18                     | Hapoel Ironi Kirjat Schmona | Maccabi Petach Tikwa | Hapoel Ra’anana | Maccabi Haifa | FC Bnei Sachnin | MS Aschdod | Hapoel Aschkelon | Hapoel Akko |
| --------------------------- | --------------------------- | -------------------- | --------------- | ------------- | --------------- | ---------- | ---------------- | ----------- |
| Hapoel Ironi Kirjat Schmona |                             | –                    | 0:1             | –             | 2:0             | –          | 1:1              | 4:0         |
| Maccabi Petach Tikwa        | 2:0                         |                      | 1:3             | 0:1           | –               | 2:1        | –                | –           |
| Hapoel Ra’anana             | –                           | –                    |                 | –             | –               | 1:0        | 4:0              | 1:1         |
| Maccabi Haifa               | 1:2                         | –                    | 2:0             |               | –               | –          | 2:1              | 4:0         |
| FC Bnei Sachnin             | –                           | 2:2                  | 1:3             | 1:1           |                 | 2:1        | –                | –           |
| MS Aschdod                  | 1:2                         | –                    | –               | 2:1           | –               |            | 1:0              | –           |
| Hapoel Aschkelon            | –                           | 0:2                  | –               | –             | 2:0             | –          |                  | 0:2         |
| Hapoel Akko                 | –                           | 2:1                  | –               | –             | 1:2             | 1:1        | –                |             |

## Torschützenliste
| Pl. | Name                  | Team                                     | Tore |
| --- | --------------------- | ---------------------------------------- | ---- |
| 01. | Dia Saba              | Maccabi Netanya                          | 24   |
| 02. | Viðar Örn Kjartansson | Maccabi Tel Aviv                         | 13   |
| 03. | Eden Ben Basat        | Hapoel Haifa                             | 12   |
| 03. | Hanan Maman           | Hapoel Haifa (4) Hapoel Be’er Scheva (8) | 12   |
| 03. | Alon Turgeman         | Hapoel Haifa                             | 12   |
| 06. | Ben Sahar             | Hapoel Be’er Scheva                      | 11   |
| 07. | Nikita Rukavytsya     | Maccabi Haifa                            | 10   |
| 07. | Tomáš Pekhart         | Hapoel Be’er Scheva                      | 10   |
| 07. | Shimon Abuhatzira     | Hapoel Ra’anana                          | 10   |
| 07. | Nick Blackman         | Maccabi Tel Aviv                         | 10   |
| 07. | Anthony Nwakaeme      | Hapoel Be’er Scheva                      | 10   |
| 07. | Lidor Cohen           | Maccabi Petach Tikwa                     | 10   |
| 07. | Omer Atzili           | Maccabi Tel Aviv                         | 10   |
| 07. | Eran Levy             | Maccabi Netanya                          | 10   |
| 07. | Jordan Faucher        | FC Bnei Sachnin                          | 10   |